# Dębniak (województwo świętokrzyskie)
Dębniak – wieś w Polsce, położona w województwie świętokrzyskim, w powiecie kieleckim, w gminie Nowa Słupia.
Do 2024 r. miejscowość była przysiółkiem wsi Jeleniów. W latach 1975–1998 przysiółek administracyjnie należał do województwa kieleckiego.
Przez wieś przebiega droga wojewódzka nr 756.